# Nieuwe Niedorp
Nieuwe Niedorp est un village situé dans la commune néerlandaise de Hollands Kroon, dans la province de la Hollande-Septentrionale. En 2009, le village comptait 3 160 habitants.

## Histoire
Nieuwe Niedorp a été une commune indépendante jusqu'au 1er août 1970. Elle fusionne alors avec Winkel et Oude Niedorp pour former la nouvelle commune de Niedorp.